# Hemerotrecha cornuta
Hemerotrecha cornuta är en spindeldjursart som beskrevs av Brookhart och Cushing 2002. Hemerotrecha cornuta ingår i släktet Hemerotrecha och familjen Eremobatidae. Inga underarter finns listade i Catalogue of Life.